# Payback (jeu vidéo)
Pour les articles homonymes, voir Payback.
 (avril 2021).
Si vous disposez d'ouvrages ou d'articles de référence ou si vous connaissez des sites web de qualité traitant du thème abordé ici, merci de compléter l'article en donnant les références utiles à sa vérifiabilité et en les liant à la section « Notes et références ».
Payback est un jeu vidéo développé et publié par Apex Designs. Il a été publié pour la première fois en 2001. Il a été suivi d'une suite en 2012, Payback 2.

## Gameplay
Le jeu est similaire au gameplay de la GTA originale, avec de nouveaux angles de caméra et plus d'armes étant des différences évidentes. Le joueur peut utiliser des grenades de fusil de chasse, ainsi que des armes telles que des voitures télécommandées transportant des explosifs.
Le jeu prend également en charge le match à mort multijoueur à quatre joueurs.
La version Game Boy Advance comprend onze villes.

## Développement
C'était à l'origine le projet d'un fan de faire un clone Amiga de Grand Theft Auto. Selon les propres mots de l'auteur, « tous les efforts ont été faits pour s'assurer que Payback bat GTA de toutes les manières »[réf. nécessaire]. 
Le jeu a finalement été étendu à une version commerciale et, en 2002, Apex Designs a annoncé son intention de l'amener à Microsoft Windows, Macintosh et Game Boy Advance (GBA). La version Mac a été rapidement publiée, mais il n'y a toujours pas de mot sur la date de sortie de la version Windows. Une version pour l'ordinateur de poche GP2X a depuis été publiée.
Bien que le jeu soit un clone de GTA, même en copiant des noms de voitures tels que "Mundaneo", Rockstar n'a fait aucune tentative pour empêcher Apex Designs de publier ce jeu, ni les avertir de la violation de leurs contenus protégés par le droit d'auteur[réf. nécessaire].
La version GBA était également terminée, mais Apex Designs n'a pas pu initialement trouver d'éditeur. Après de nombreuses tentatives infructueuses pour le faire publier, ce n'est qu'à la fin de 2004 que DSI Games a finalement repris le jeu.
Une version iOS de Payback a été annoncée le 29 décembre 2008 et publiée le 28 janvier 2009. Il contient toutes les fonctionnalités de la version GP2X. Les développeurs ont annoncé qu'il allait sortir le 15 janvier; cependant, en raison d'un bug, il a été repoussé au 28 janvier. Un rapport sur les coulisses est répertorié sur leur site Web.
Une suite de Payback, Payback 2 pour les appareils iOS et Android, est sortie le 4 octobre 2012.

## Contenu additionnel
La version Amiga permettait aux fans de créer leurs propres cartes de match à mort (voir le lien ci-dessous). Ceux-ci ne peuvent pas être ajoutés à la version GBA, mais une carte 'Isla Nublar' légèrement modifiée est présentée comme un bonus à débloquer.